# Анна Ярославна
А́нна Яросла́вна (родилась, по разным источникам, между 1025 и 1036 гг., умерла между 1075 и 1079 гг.) — младшая из трёх дочерей великого князя киевского Ярослава Мудрого от брака с Ингегердой Шведской. Супруга французского короля Генриха I и королева Франции.

## Имя
В западной историографии она известна как Анна Ру́сская (фр. Anne de Russie, Anne de Ruthénie, англ. Anne of Rus', Anne of Russia), Агнесса Ру́сская (фр. Agnès de Russie), а с XX века — также как Анна Ки́евская (фр. Anne de Kiev, англ. Anne of Kiev). В украинской историографии и литературе Ярославну именуют как «Анна Київська», «Анна Руська» и «Анна Русинка».  

## Детство и юность
В древнерусских источниках, в том числе летописных, никаких сведений об Анне (как и о других дочерях Ярослава) не сохранилось. Соответственно, о её детстве и юности практически ничего не известно. Мнение о том, что на одной из фресок киевского Софийского собора изображены дочери Ярослава Мудрого, ещё в 1980-е годы было оспорено специалистами, ибо её расположение не соответствует византийской традиции. Примерное время рождения Анны (между 1024 и 1036) устанавливается логическим путём, так как представляется вероятным, что она вышла замуж в возрасте 15—25 лет. Во Франции считают, что она родилась около 1025 года; встречающаяся в литературе дата — 1032 год — основана на «Татищевских известиях». Предположительно, дочери Ярослава получили хорошее образование, и Анна, помимо умения читать и писать, могла знать греческий и латынь.

## Сватовство короля Франции
Историк XVII века Франсуа де Мезере писал, что до Генриха I Французского «дошла слава о прелестях принцессы, а именно Анны, дочери Георгия, короля Руссии, ныне Московии, и он был очарован рассказом о её совершенствах».
Предположения о политических целях, которые мог преследовать этот брак, сводятся к следующему. Во второй половине 1040-х годов отношения между Германией и Францией ухудшились, Генрих I возобновил французские притязания на Лотарингию и мог искать союзников против императора. Ярослав Мудрый в преддверии войны с Византией пытался заручиться союзом с Германией. По сообщению хрониста Ламберта Ашаффенбургского, в начале 1043 года в Гослар прибыло посольство Ярослава с богатыми дарами и предложением германскому императору руки его дочери (Анастасии или Анны).
Генриха III это не соблазнило, он предпочёл брак с Агнессой Аквитанской, дочерью Гильома V, могущественного правителя, способного помочь и против короля Франции, и против беспокойных бургундских феодалов. Тогда Ярослав укрепил союз с Польшей и Венгрией, и к концу 1040-х годов цепь стран, связанных матримониальными союзами, протянулась от Скандинавии до Византии, охватывая всю восточную границу империи. Существует предположение, что браку способствовал венгерский король Андраш I, находившийся во враждебных отношениях с Германией и заинтересованный во французском союзе.
Хроника аббатства Сен-Пьер-ле-Виф в Сансе без указания даты сообщает, что король направил в «землю руссов», находившуюся где-то «у греческих границ» посольство во главе с Готье, епископом города Мо, и одним из своих вассалов Госленом де Шони. Другой источник, так называемая «Реймсская глосса», датирует посольство 1048 или 1049 годом и указывает, что во главе миссии стоял епископ Шалонский Роже.

В год от Воплощения Господня 1048-й, когда Генрих (Henricus), король французский (Franci), послал в Рабастию (Rabastia) шалонского (Catalaunensis) епископа Р[оже] (R.) за дочерью короля (rex) той страны, по имени Анна (Anna), на которой он должен был жениться, настоятель Одальрик (Odalricus) просил того епископа, не соизволит ли тот узнать, в тех ли краях находится Херсонес (Cersona), в котором, как пишут, покоится святой Климент (Clemens), и до сих пор ли отступает море в день его рождения и [к мощам] можно пройти пешком? Епископ исполнил это. От короля той страны Ярослава (Oreslavus) он узнал, что папа Юлий прибыл [некогда] в ту область, где покоился святой Климент, для борьбы с ересью, которая процветала в тех краях… Названный король Георгий Скав (Georgius Scavus) рассказывал также шалонскому епископу, что в своё время он побывал [там] и привёз оттуда с собой главы святых Климента и Фива (Phebus), ученика его, и положил их в городе Киеве (Chion), где они чтимы и поклоняемы. И даже показывал эти главы упомянутому епископу.— Реймсская глосса к Псалтири Одальрика (Glossa Remensis ad Psalterium Odalrici)
Из этого некоторые историки делают вывод о двух французских посольствах: первое достигло предварительной договорённости, а второе привезло во Францию невесту. По мнению других, в таком предположении нет необходимости: сюжетом приписки Одальрика были поиски мощей святого Климента Римского, поэтому из всех участников посольства он и упоминает одного Роже Шалонского. Тем не менее, если принять в качестве даты заключения брака 1051 год, то получится, что миссия чрезмерно затянулась.

## Свадьба

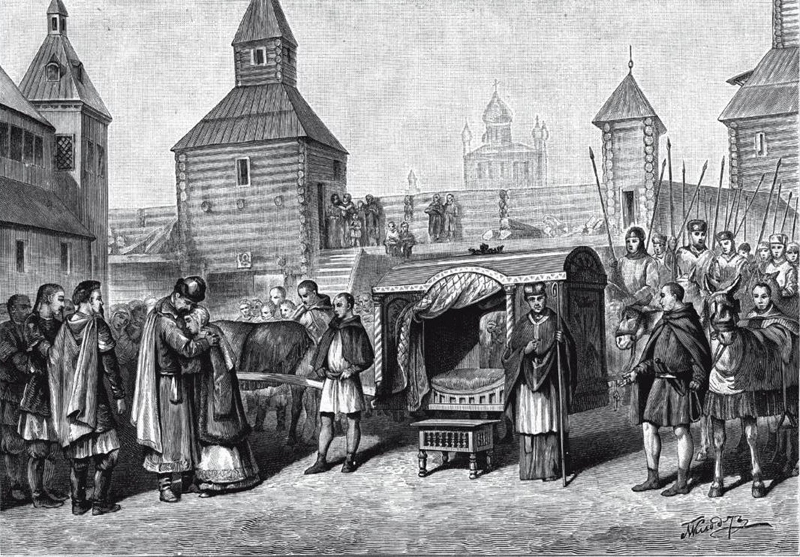
Отъезд княжны Анны Ярославны во Францию для венчания с королём Генрихом I

Дата свадьбы — на Пятидесятницу (19 мая) 1051 года, установленная Морисом Пру в 1908 году — считается достаточно обоснованной. Прежняя датировка, на которой настаивал Ке де Сент-Эмур, Пятидесятница (14 мая) 1049, ныне признана ошибочной, хотя некоторые историки до сих пор её признают, ссылаясь на хартию ланскому епископу Элинану от 3 декабря 1059 года, датированную 29-м годом правления Генриха I и десятым годом его сына Филиппа. Однако обе эти датировки являются явно ошибочными и возникли, как полагают, в результате неверных подсчётов составителей документа, известного к тому же лишь в копиях XVII и XVIII веков.
О заключении брака короля Генриха I с «дочерью короля руссов Анной» (лат. Filiam Regis Russorum Annum) сообщает в «Деяниях современных королей франков» хронист Гугон из Флёри (ум. 1122).
Никаких территориальных приобретений этот брак принести не мог, что отчасти компенсировалось богатым приданым, которое должно было составить значительную сумму в деньгах и драгоценностях. Впоследствии Людовик VI пожертвовал аббатству Сен-Дени «драгоценнейший гиацинт бабки, дочери короля рутенов» (preciosissimum jacinctum atavae, regis Ruthenorum filiae).

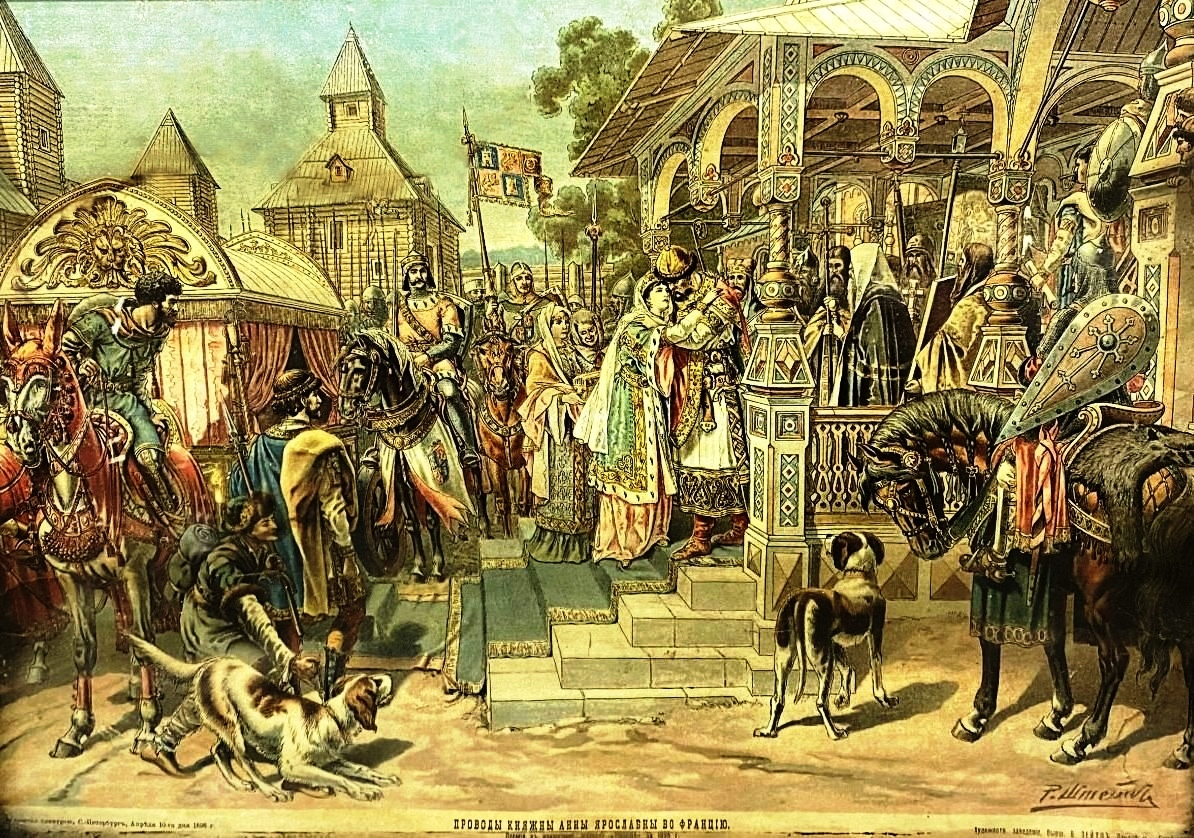
Проводы Княжны Анны Ярославны во Францию. Старинная литография, 1898 г. Россия.

## Королева Франции

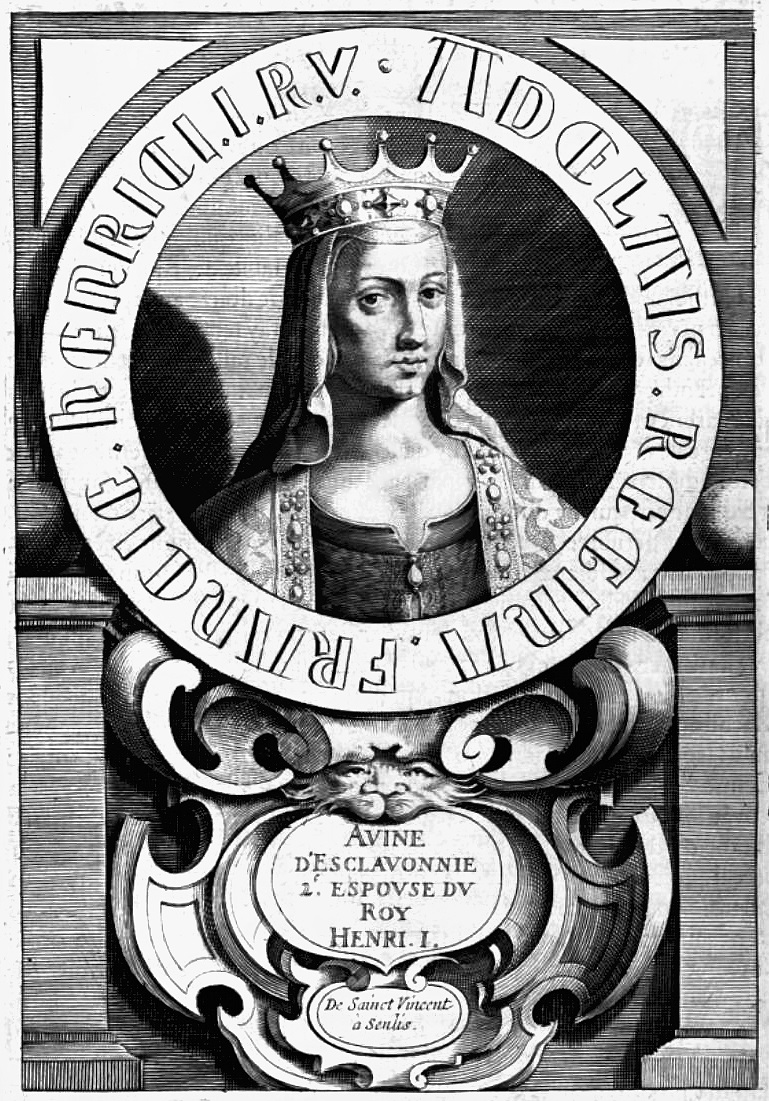
"Анна Славянская, вторая супруга короля Генриха I". Гравюра ок. 1643 г.

В 1052 году Анна родила королю наследника, будущего короля Франции Филиппа I, а потом ещё троих детей (включая двух сыновей, Роберта и Гуго, из которых первый умер в детстве, а второй стал впоследствии графом Вермандуа). При этом о её отношениях с мужем трудно сказать что-либо определённое, но на основании косвенных данных (после 1054 года имя Анны редко встречается в королевских хартиях, где упомянуты её дети, а в подробном отчёте о коронации Филиппа в 1059 году про королеву не сказано ни слова), можно предположить, что король разочаровался в своём русском браке. Причинами могли быть как якобы свойственное Генриху женоненавистничество, так и недовольство тем, что союз с Востоком не оправдал его надежд. Только в последние месяцы жизни Генриха, когда он уже не принимал большого участия в управлении, королевская канцелярия вновь начала упоминать Анну в документах.
К 1059 год относится письмо направленное королеве Франции папой Николаем II в 1059 году, и содержащее похвалы её достоинствам:

Слух о ваших добродетелях, восхитительная дева, дошёл до наших ушей, и с великою радостью слышим мы, что вы выполняете в этом очень христианском государстве свои королевские обязанности с похвальным рвением и замечательным умом.
Само письмо, после похвалы в адрес набожности и справедливости Анны, содержит духовные наставления королеве, призыв хранить верность Католической Церкви, наставлять своего мужа-короля к справедливому управлению, воспитывать детей в христианском духе и тому подобное. По мнению французского историка Робера-Анри Ботье письмо в действительности было написано кардиналом Петром Дамиани и, судя по стилю самого письма, содержит завуалированную критику и намёк на то, что королева Анна должна вести жизнь более соответствующую христианскому учению.

## Второй брак Анны
После смерти Генриха Анна разделила с регентом Бодуэном Фландрским опеку над малолетним Филиппом I. Она участвовала в поездке королевского двора по домениальным владениям в конце 1060 — начале 1061, но вскоре её имя опять исчезает из актов. По-видимому, уже в 1061 году она вышла замуж за графа Рауля де Крепи. Этот сеньор уже несколько лет постоянно находился при дворе, где занимал видное место — сразу после пэров Франции и высших духовных лиц. Он был женат вторым браком, но обвинил жену в прелюбодеянии, прогнал её и женился на Анне.
К 1063 году Рауль сосредоточил в своих руках массив земель между Сеной, Соной, Эной и Уазой, куда входили Амьен, Вексен, Валуа и Вермандуа. Его владения наполовину окружили королевский домен с севера и запада, перерезав сообщение с Фландрией. Кроме этого, Раулю принадлежала значительная территория в Шампани с графствами Бар и Витри. Анне от первого мужа достались Санлис, область Мелёна и ряд владений между Ланом и Шалоном. Достигнув такого могущества, эта пара могла не обращать большого внимания на недовольство французского двора.

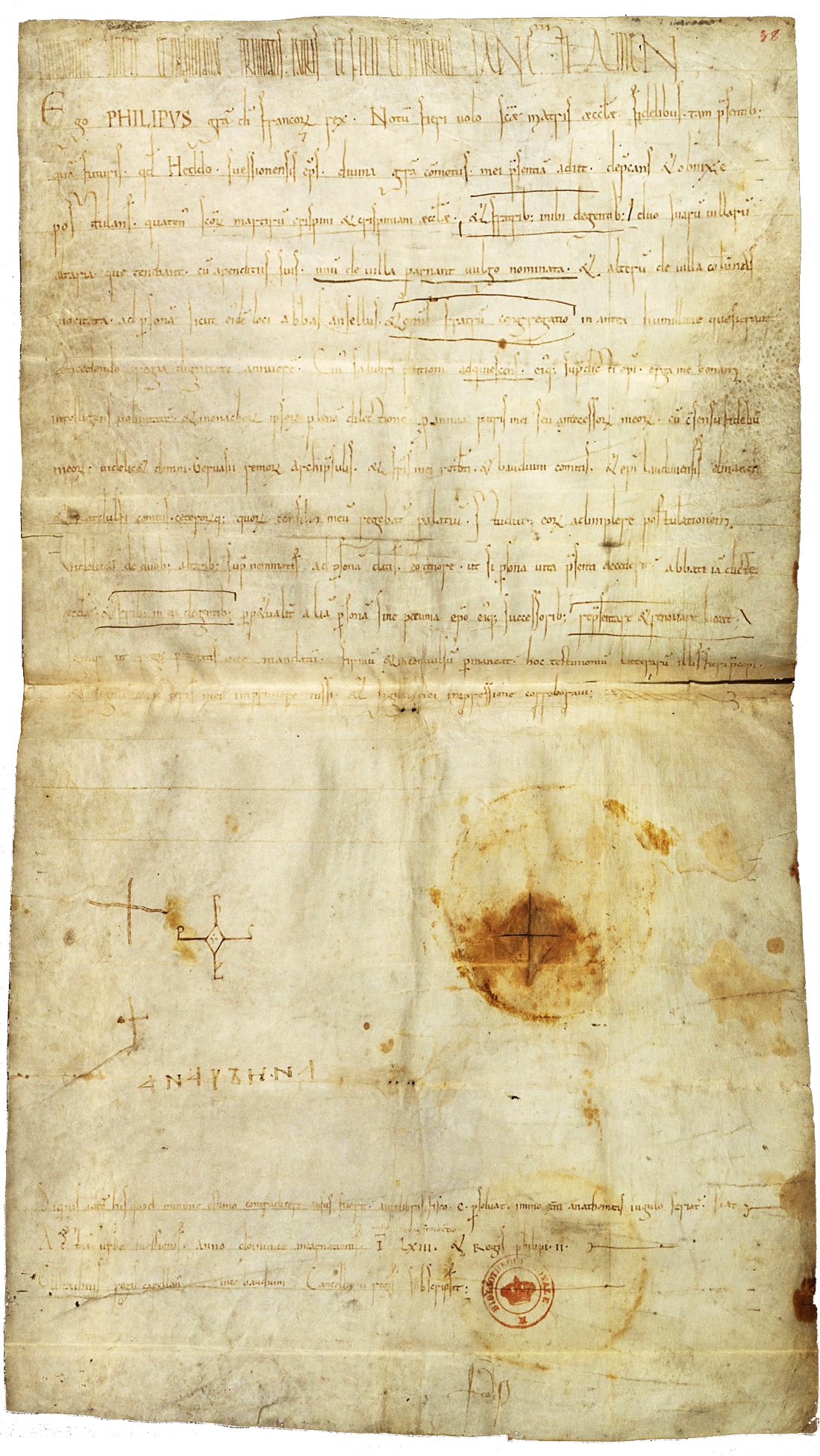
Грамота французского короля Филиппа I в пользу аббатства Св. Крепина в Суасоне, содержащая автографическую подпись Анны Ярославны, королевы Франции, 1063 год

Этот брак был скандальным по нескольким причинам. Во-первых, Рауль был родственником короля Генриха; во-вторых, его предыдущий брак не был расторгнут, и теперь он становился двоеженцем; в-третьих, ради этого мужчины Анна бросила своих детей, младшему из которых было около семи лет. Церковные власти немедленно отреагировали на то, что хронист назвал нарушением человеческого права и божьего закона (contre jus et fas). Архиепископ Реймсский Жерве осенью 1061 года сообщал папе Александру II, что «наша королева вступила в новый брак с графом Раулем», из-за чего король и весь двор в большом горе. Законная жена Рауля Алиенора также обратилась с жалобой в Рим.
Папа поручил архиепископам Реймса и Санса Жерве и Рише расследовать это дело и принять меры. Письма этим лицам, а также королю Франции были направлены 31 марта 1062 года. Предположительно, в том же году Рауль был отлучён от церкви. Насколько можно судить, на него это не произвело сильного впечатления, так как отлучение, не подкреплённое мерами военного характера, для феодала не представляло опасности. Дед Филиппа I король Роберт II Благочестивый несколько лет был отлучён от церкви, самого Филиппа впоследствии даже наложенный на королевство интердикт не заставил расстаться с Бертрадой де Монфор.
Тем не менее, Анна и Рауль больше не могли появляться при дворе. Знаменитый диплом, выданный, как считается, в 1063 году аббатству Сен-Крепен в Суасоне, на котором стоит автограф Анны «AHA РЪИНA», был составлен во время поездки короля по его доменам, и является исключением. К тому же он датирован вторым годом правления Филиппа I (1061 год) и есть основания считать, что эта дата верна. В 1896 году с него сняли копию, которую вручили императору России Николаю II во время его официального визита в Париж. Только через девять лет, в 1070 году, Рауль вернулся в число приближённых короля, и эта внезапная перемена объясняется началом войны за Фландрское наследство, в которой Филиппу были нужны союзники.
В 1060-е годы Анна основала монастырь Святого Викентия в Санлисе, как полагают, чтобы искупить грех незаконного замужества. В 1069 году Филипп I предоставил этому монастырю привилегии. В портике монастырской церкви в XIX веке была установлена статуя королевы, держащей в руках макет основанного ею храма.
Сохранился её автограф кириллицей под одним из актов: АНА РЪИНА (то есть лат. Anna Regina, «королева Анна»; возможно, запись второго слова отражает старофранцузский язык — roine, reine).

## Последние годы
Рауль де Крепи умер 8 сентября 1074 года, и между его родственниками началась война за наследство. Анна вернулась ко двору. Последний документ она подписала в 1075 году, в этом акте она названа просто «матерью короля», без королевского титула. Считается, что она умерла между 1075 и 1089 годами, но Р. А. Ботье указывает, что её не было в живых уже к 1079 году, а поскольку её поминали в монастыре Сен-Венсан 5 сентября, можно сделать вывод, что Анна умерла в этот день между 1075 и 1078 годами.
Известная версия о том, что в конце жизни Анна вернулась на родину, основана на единственном сообщении, анонимном и малодостоверном, которое подводит итоги её жизни одной фразой: «король умер, Анна вышла за графа Рауля, он умер, она вернулась в свою родную землю» (Хроника аббатства Флёри). Конец этой фразы впоследствии был помещён на постаменте статуи Анны в Санлисе. Этих сведений, во-первых, явно недостаточно, чтобы делать какие-то выводы, во-вторых, сложно представить, какие причины могли бы побудить Анну вернуться на родину, где её вряд ли кто-нибудь ждал. Необоснованность этой версии была очевидна уже Карамзину.
Более логичным является предположение, что Анна провела остаток жизни в Санлисе, хотя и этому нет никаких доказательств.

## Могила Анны
Учёный иезуит Менетрие (фр. Claude-François Ménestrier; 1631–1705) опубликовал 22 июня 1682 года в Journal des savants сообщение об «открытии» им могилы Анны в храме аббатства Вилье, находившегося возле Ла-Ферте-Але в графстве Гатине. По его словам, на могильной плите были выбиты следующие слова: Hic jacet domina Agnes, uxor quondam Henrici regis (здесь лежит госпожа Агнеса, некогда супруга короля Генриха), затем часть надписи не сохранилась, и далее …eorum per misericordiam Dei recuiescant in расе (они милостью Божией покоятся в мире). Это сообщение оказалось обычной фальсификацией, поскольку могилу обследовали ещё в 1642 году, затем специально и тщательно исследовали в 1749 году и никакого слова «regis» не обнаружили. К тому же само аббатство было основано в 1220 году, а стиль надписи и изображение женщины на могильной плите определённо относятся к середине XIII века. Само аббатство было разрушено в ходе церковных погромов времён французской революции.
Место захоронения Анны неизвестно, никаких его следов не найдено ни в усыпальнице Сен-Дени, где погребён Генрих I, ни в Сен-Бенуа-сюр-Луар, где лежит её сын Филипп. Есть некоторые основания полагать, что она была похоронена в Сен-Венсане, но захоронение исчезло при последующих перестройках монастыря.

## Анна или Агнеса
В связи с историей о несуществующей могиле исследователи рассматривали вопрос о том, приняла ли Анна во Франции имя Агнесы (Аньес). Авторы «Христианской Галлии» (Gallia Christiana) категорически утверждали, что она никогда не называлась Агнесой, однако есть несколько актов, где её имя пишется как Agna, а в родительном падеже Agne и Agnetis. Ке де Сент-Эмур, занимавшийся этим вопросом, склонялся к выводу, что тут обычная путаница, характерная для средневековья, когда определённое написание имён ещё не устоялось, сами эти имена в разных местностях воспринимались на слух по-разному, и соответственно, фиксировались на письме в различных формах (Anne, Ane, Angne, Agne, Annes).

## Дети
- Филипп I (1052—1108)
- Эмма (1055 — ок. 1109)
- Роберт (1055—1060)
- Гуго Великий (1057—1102)

## Имя Филипп
С Анной связано распространение греческо-византийского имени Филипп, не употребляемого в Западной Европе в те времена. Этим именем она назвала своего старшего сына, будущего короля Франции. Благодаря его популярности в народе имя впоследствии получило широкое распространение. Его носили ещё пять французских королей, это имя стало фамильным и в других европейских династиях.

…имя Филипп заслуживает определённых объяснений: в ту эпоху оно было абсолютно экзотичным и не входило в список имён, привычных для Западной Европы. На выбор этого греческого имени повлияла мать нового короля, Анна Киевская, чья прабабка была византийской принцессой, дочерью императора. Называя так наследника французской короны, Генрих I явно хотел отдать дань уважения прославленным корням своей супруги, но этот выбор также был навеян «императорской мечтой».— Менан Ф. От Гуго Капета до Филиппа I: короли XI в. // Капетинги. История династии (987—1328), с. 64

## Реймсское Евангелие

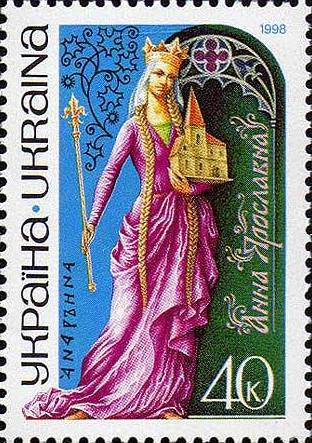
На почтовой марке Украины 1998 года выпуска

С именем Анны в XVIII—XIX веках часто связывалась церковнославянская пергаментная рукопись, хранящаяся в Реймсском соборе; по крайней мере с XVI века на этом Евангелие присягали французские короли. Мнение о том, что эта рукопись (точнее — первая её часть, написанная кириллицей; вторая, глаголическая, относится к XIV веку) была завезена во Францию Анной Ярославной, получило большую популярность. Некоторые учёные полагают, что кириллическая часть Реймсского евангелия возникла гораздо позже времён Анны Ярославны на Балканах, а не на Руси, и попала во Францию через Чехию (где была приобретена императором Карлом IV).

## В массовой культуре

### Художественная литература
- Candeille, Amélie-Julie[фр.]. Agnès de France, ou le Douzième siècle (фр.) (исторический роман, 1821)
- Deforges, Régine. Sous le ciel de Novgorod[фр.] (фр.) = Под небом Новгорода (исторический роман, 1990; переведён на русский язык Е. Н. Степановой в 1995 году)
- Ладинский, Антонин. Анна Ярославна — королева Франции (исторический роман, 1973; экранизирован в 1978 году)
- Monchaux, Marie-Claude[фр.]. La petite princesse des neiges, Anne de Kiev (исторический роман, 2009)
- Озерецкая, Елена. Звенит слава в Киеве (повесть, 1974)
- Соколовский, Валентин. Анна, Анри и Рауль (исторический роман, 2006; по тому же роману им была поставлена пьеса «Мы будем жить вечно», премьера состоялась в 2004 году)

### Кинематограф
- «Ярославна, королева Франции» (1978; СССР), режиссёр — Игорь Масленников, в роли Анны — Елена Коренева.

### Музыка
- Анне Ярославне посвящена песня братьев Мищуков «Королева Анна» на стихи Давида Самойлова.

### Живопись

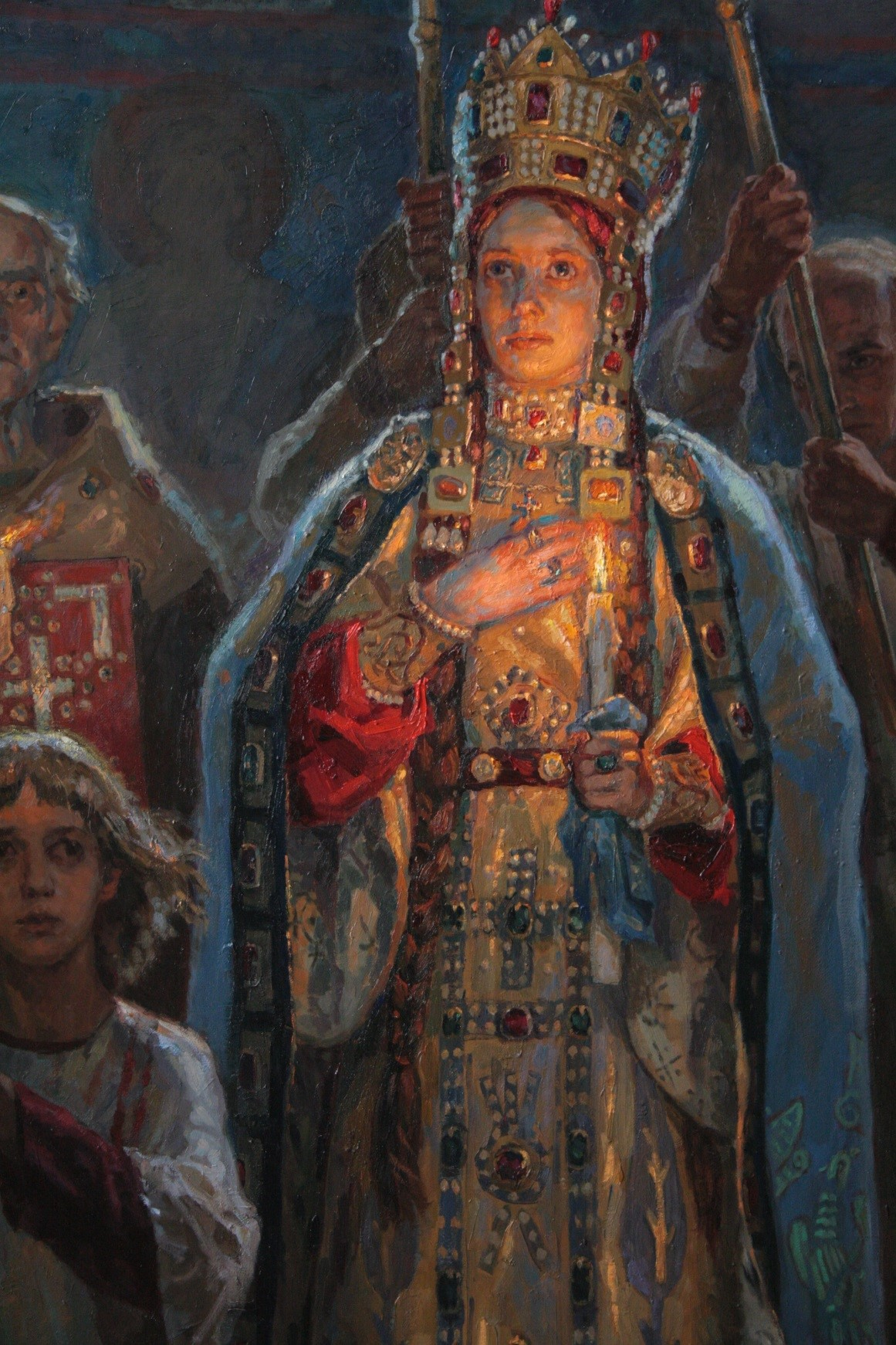
Анна Ярославна — королева Франции. Художник Илья Томилов

В 2012 году художником Ильёй Томиловым была написана картина «Анна Ярославна — королева Франции».

### «Письмо Анны»
Письмо Анны к отцу, написанное по прибытии в Париж, которое часто цитируют современные русские авторы («В какую варварскую страну ты меня послал; здесь жилища мрачны, церкви безобразны и нравы ужасны»), взято из книги популярного беллетриста Мориса Дрюона «Париж от Цезаря до Людовика Святого» и, скорее всего, является литературным вымыслом.

### Памятники
В основанном Анной в 1065 году монастыре имени Святого Викентия (аббатство Сен-Венсан) в Санлисе близ Парижа перед часовней в XVII веке была установлена её скульптура с маленькой моделью основанного ею храма в руке. Надпись на цоколе гласила: «Анна Русская, королева Франции» (фр. «Anne de Russie Reine de France»). 29 сентября 1996 года по требованию украинской общины во Франции оригинальная надпись под статуей была заменена на «Анна Киевская, королева Франции» (фр. «Anne de Kiev Reine de France»). Смена названия происходила в присутствии посла Украины во Франции Юрия Кочубея и ряда должностных лиц местного самоуправления.
В 2005 году президент Украины Виктор Ющенко в Санлисе открыл памятник «Анна Киевская, королева Франции» (фр. «Anne de Kiev Reine de France»).
10 ноября 2016 года в Киеве на Львовской площади был открыт бронзовый памятник «Anne de Kiev… Анна Ярославна…» скульптора Константина Скритуцкого. На церемонии открытия присутствовали послы Франции, Бельгии, Швейцарии, Мексики, Польши, Словении, Норвегии и Грузии.
19 ноября 2019 года памятник юной Анне Киевской установили на территории дворца Велопольских (пол. Pałac Wielopolskich) в Кракове. Эта скульптура является репликой памятника, установленного в Киеве в 2016 году.

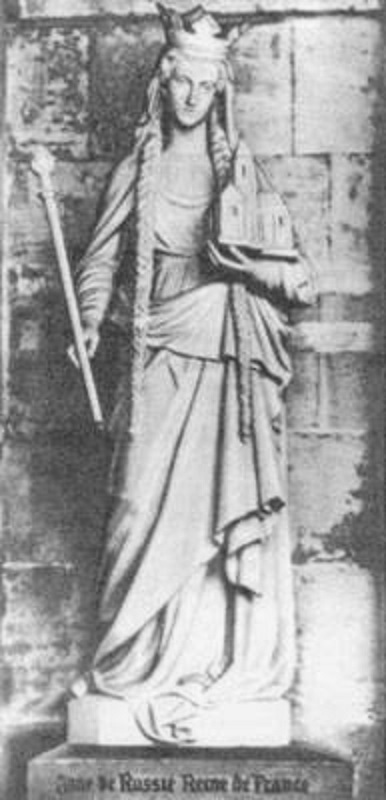
Скульптура в Санлисе «Анна Русская, королева Франции» (XVII век)
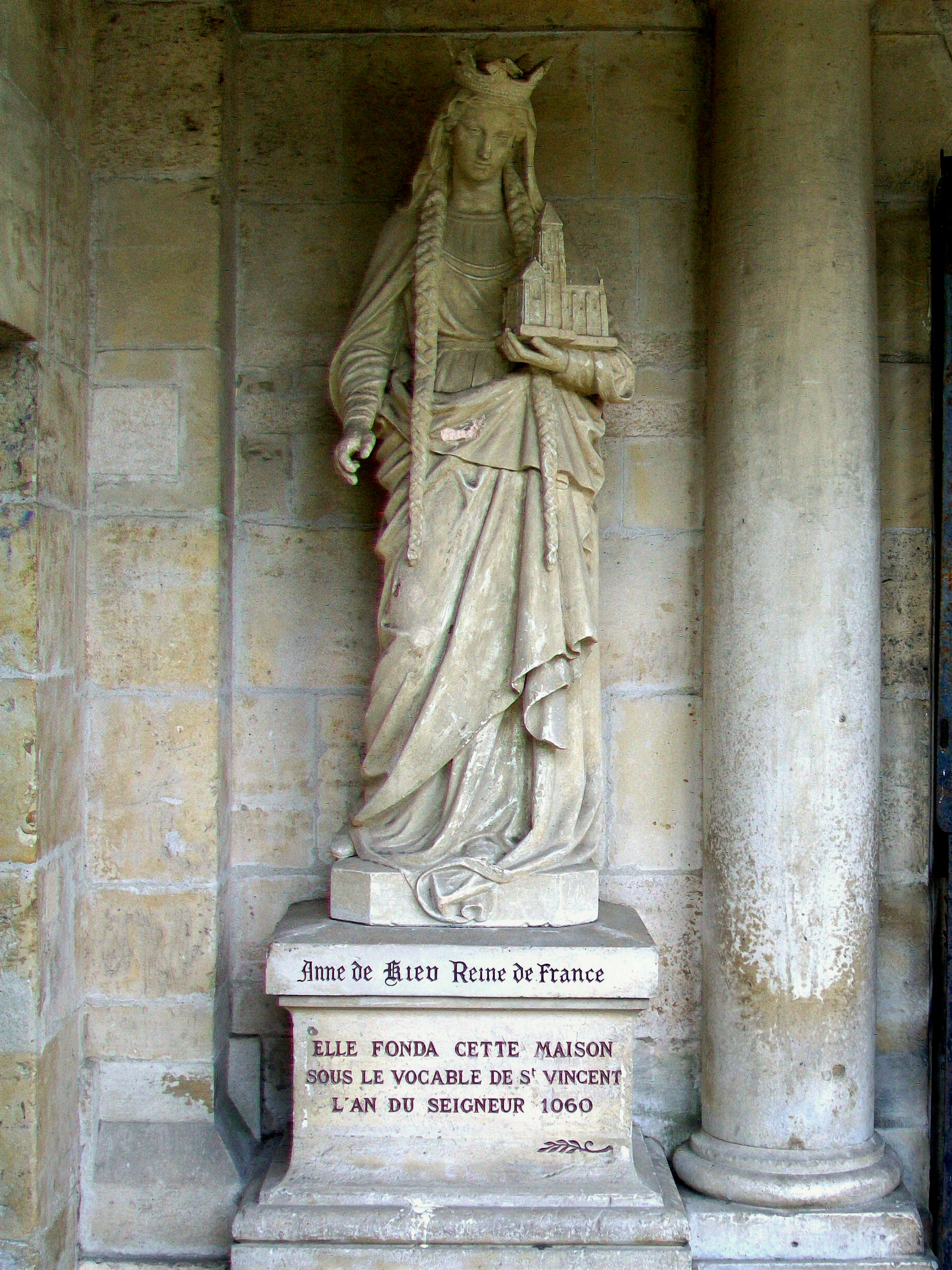
Современный вид скульптуры в Санлисе «Анна Киевская, королева Франции» (надпись изменена в 1996 году)
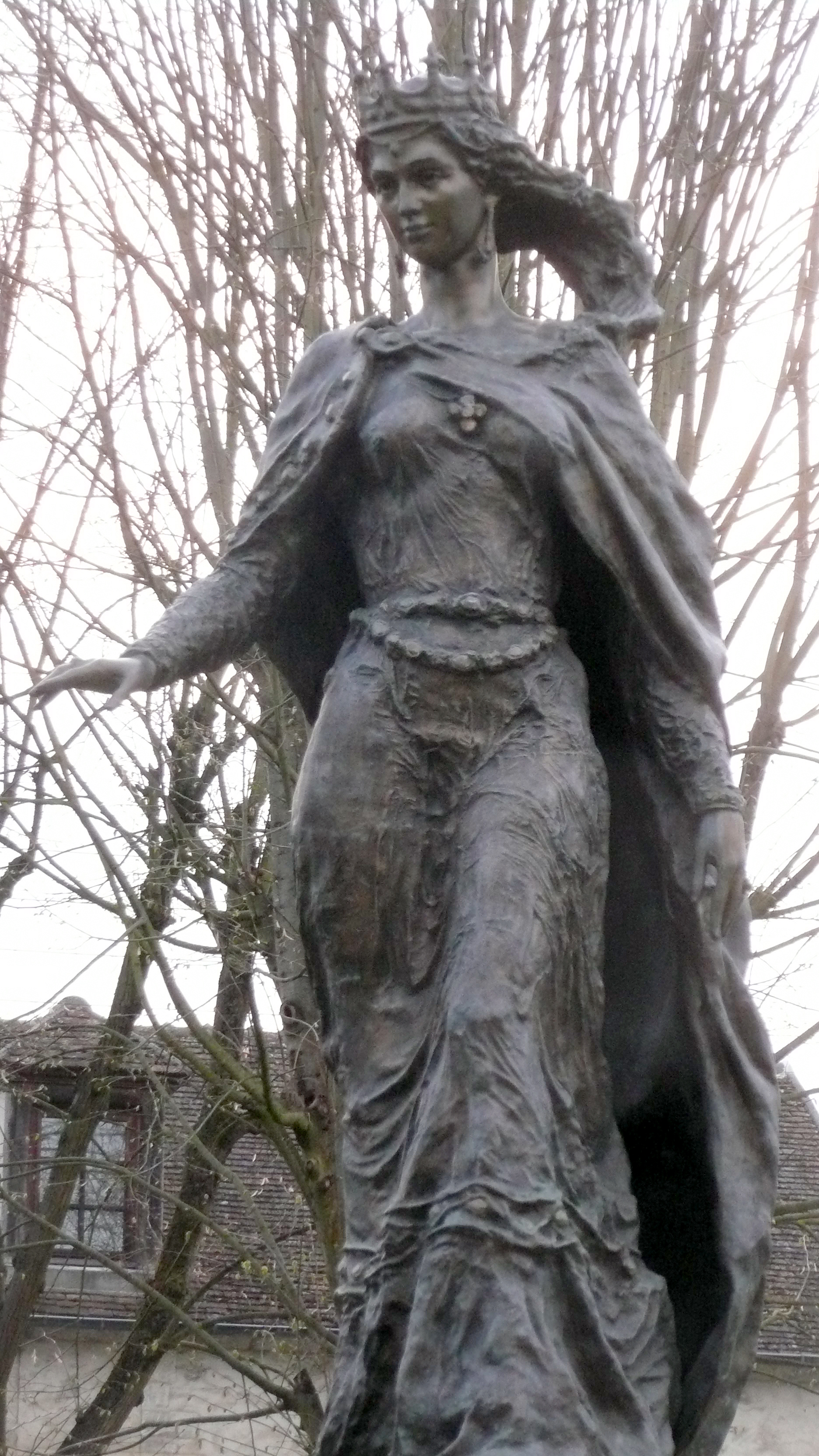
Памятник в Санлисе «Анна Киевская, королева Франции» (установлен в 2005 году)
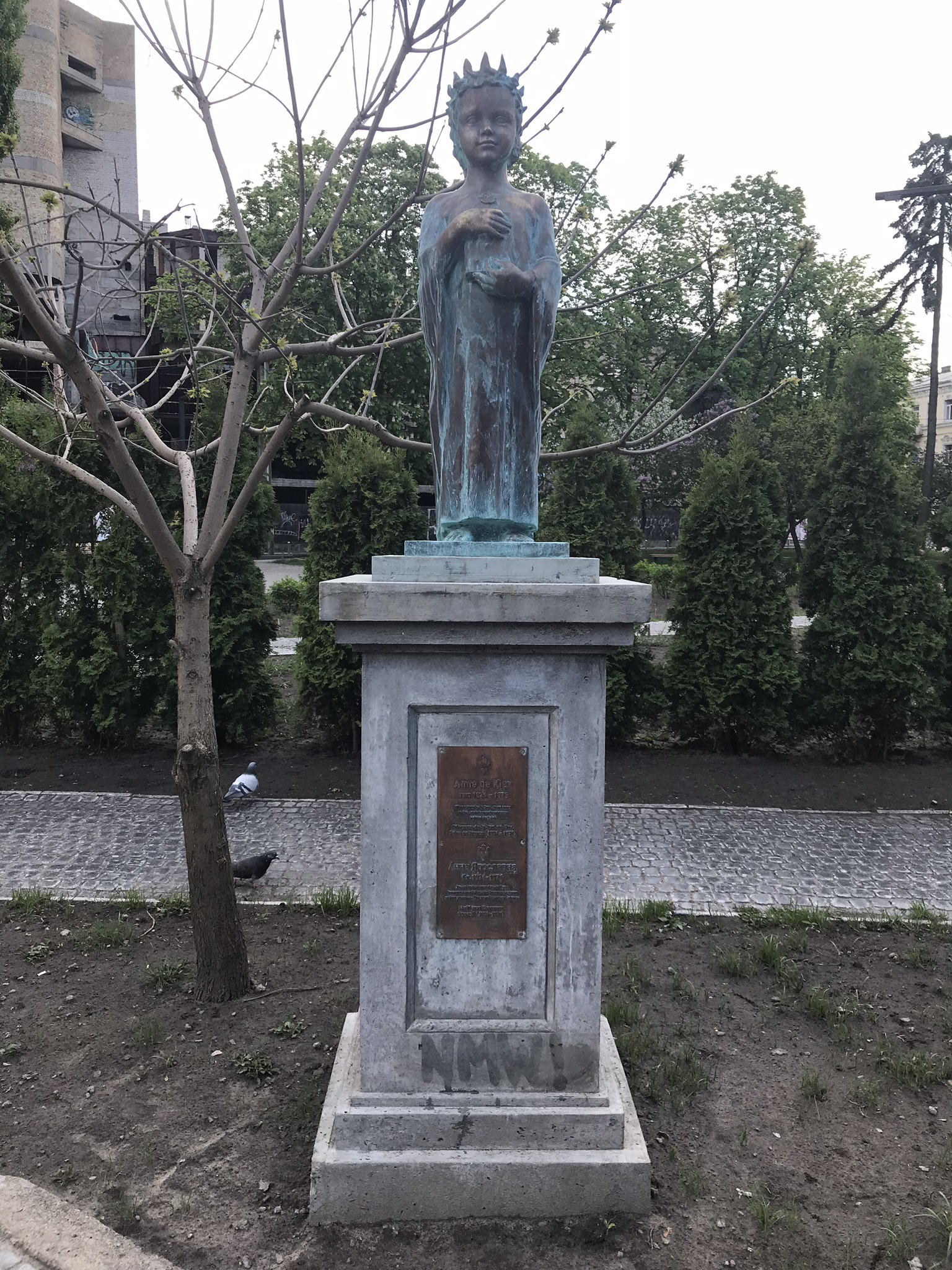
Памятник «Anne de Kiev… Анна Ярославна…» в Киеве, установлен в 2016 г.

### Воинские формирования
Имя «Анна Киевская» получила подготавливаемая во Франции и обеспеченная французской боевой техникой 155 бригада вооруженных сил Украины.

## Комментарии
1. ↑  Как отмечал директор Института археологии НАН Украины академик П. П. Толочко, во Франции «…её всегда вспоминают как Анну Русскую, а не Киевскую»[10].
2. ↑  Георгий — крестильное имя Ярослава Мудрого.
3. ↑  Рудольф Пирожник, один из авторов «Чудес св. Бенедикта» (до 1120 г.), пишет: «…Rex Ainricus in conjugium sibi ascivit filiam regis Russorum, nomine Annam. Haec ei peperit tres filios, Philippum, Rotbertum, Hugonem : quorum Rotbertus adhuc puerulus decessit, Hugo comitatum postmodum Virimandensium adeptus est» («Король Генрих взял себе в супруги дочь короля Руси по имени Анна. Она родила трёх сыновей: Филиппа, Роберта и Гуго; из них Роберт умер ребёнком, а Гуго стал впоследствии графом Вермандуа».)  Radulfus Tortaris. Miracula Sancti Benedicti. VIII, 24. P. 314.
4. ↑  Très visiblement, la misogynie du roi ne s’est pas apaisée après son mariage (по всей видимости, мизогиния короля не уменьшилась после его женитьбы)[36].
5. ↑  По словам новейшего историка: Имя Анны никогда не упоминается в королевских дипломах, даже не упоминается о её присутствии на коронации Филиппа. Только после смерти Генриха и её нового замужества за одним французским сеньором имя Анны всплывает в документации[37].
6. ↑  По мнению ведущего сотрудника Национального заповедника «София Киевская» Вячеслава Корниенко, ещё до отъезда во Францию схожий по почерку автограф был оставлен Анной Ярославной в Киеве в Софийском соборе на фреске с образом святого Пантелеймона (Новые открытия в «Софии Киевской»: Автограф французской королевы и неопознанная святая)